# Josefine Hökerberg
Josefine Pauline Hökerberg, född 29 januari 1981, är en svensk journalist på Dagens Nyheter.
Hökerberg är uppväxt och bosatt i Stockholm och har tidigare arbetat vid bland annat Expressen och Aftonbladet. 2012 nominerades hon tillsammans med Mia Tottmar till Stora journalistpriset i kategorin Årets avslöjande för avslöjandena om Caremaskandalen. 2013 vann hon priset, denna gång i kategorin Årets berättare för reportageserien "Tiggarna i Stockholm" med motiveringen "För att de berättade vilka livsöden som kan dölja sig bakom en tiggande hand.". Hon vann priset tillsammans med fotografen Roger Turesson.